# しあわせの箱を開くカギ
『しあわせの箱を開くカギ』（しあわせのはこをひらくかぎ）は植村花菜2枚目のアルバム。2007年1月4日、キングレコードから発売。

## 概要
通常水曜日リリースが慣例であるが、植村の誕生日の1月4日木曜日に合わせてリリース。
シークレットトラックとして「ヘイホー」収録。
作詞・作曲のクレジットは『花菜』名義（前作の『いつも笑っていられるように』同様）。

## 収録曲
作詞・作曲：花菜　編曲：澤近泰輔（特記以外）
1. 紙ヒコーキ
2. 物語（ストーリー）
3. 私でよければ…
4. やさしさに包まれたなら
作詞・作曲：荒井由実／編曲：上杉洋史・植村花菜
5. ホントの気持ち
6. プカプカ
7. 想い
8. 冷たい雨
9. しあわせのカギ
10. 光と影
11. 花
編曲：坂崎幸之助
12. ヘイホー
編曲：花菜